# Lacre de segurança

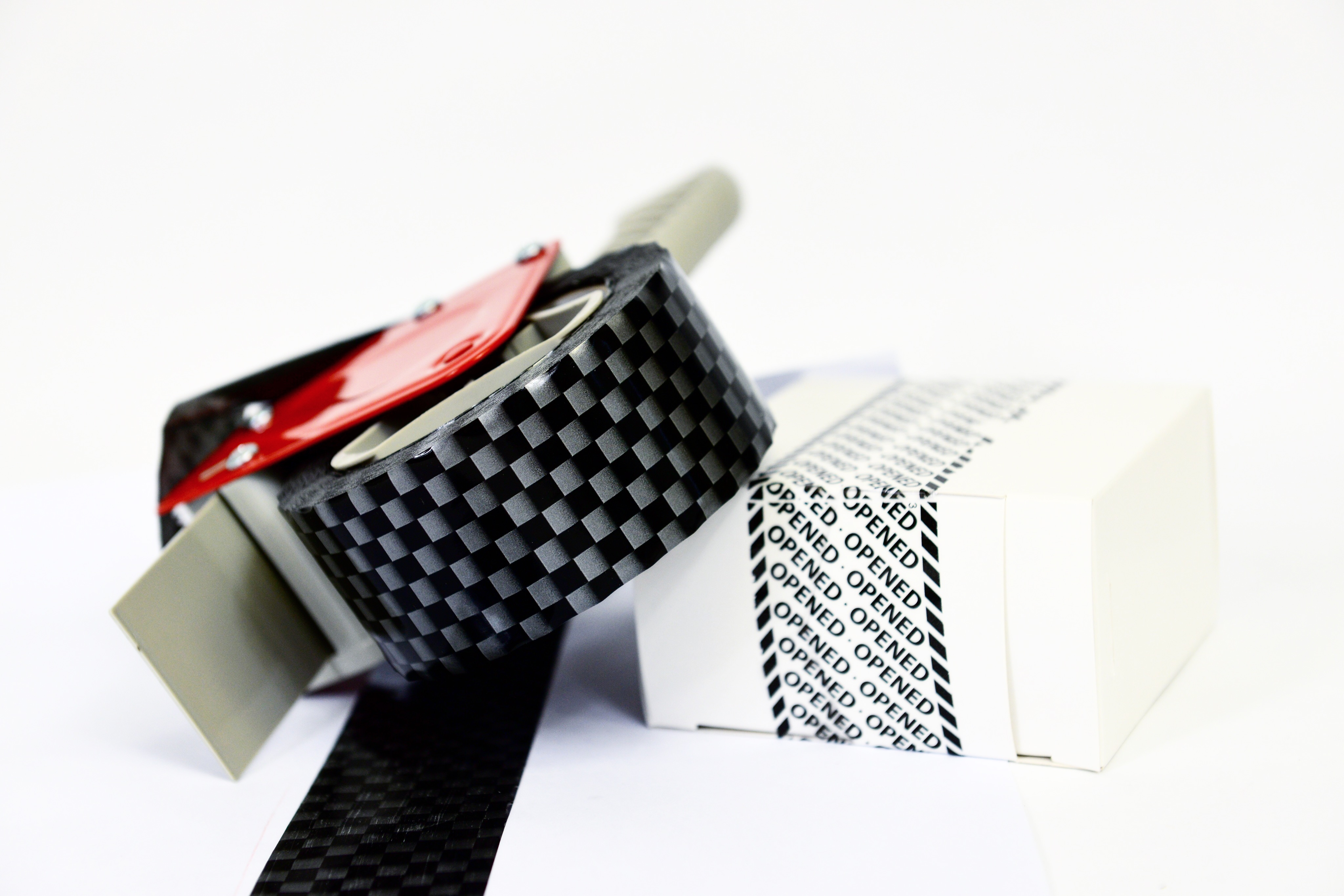
fita de segurança inviolável que deixa a mensagem void altamente visível na superfície quando removida

Lacre de segurança (ou etiqueta de segurança) é um tipo de fita adesiva especial usado para ajudar a reduzir as perdas de transporte devido ao furto e roubo. Ajuda a reduzir a adulteração do produto. Muitas vezes é uma fita sensível à pressão ou etiqueta com características especiais resistentes a adulteração evidente. Ele pode ser usado como um ''selo de segurança'' além de um fechamento de contêiner ou pode ser usado como uma etiqueta de segurança. Às vezes são usados como etiqueta de autenticação de produto e também ser um selo anti-furto.
As fitas e lacres de segurança às vezes são usadas em conjunto com os envelopes de segurança .

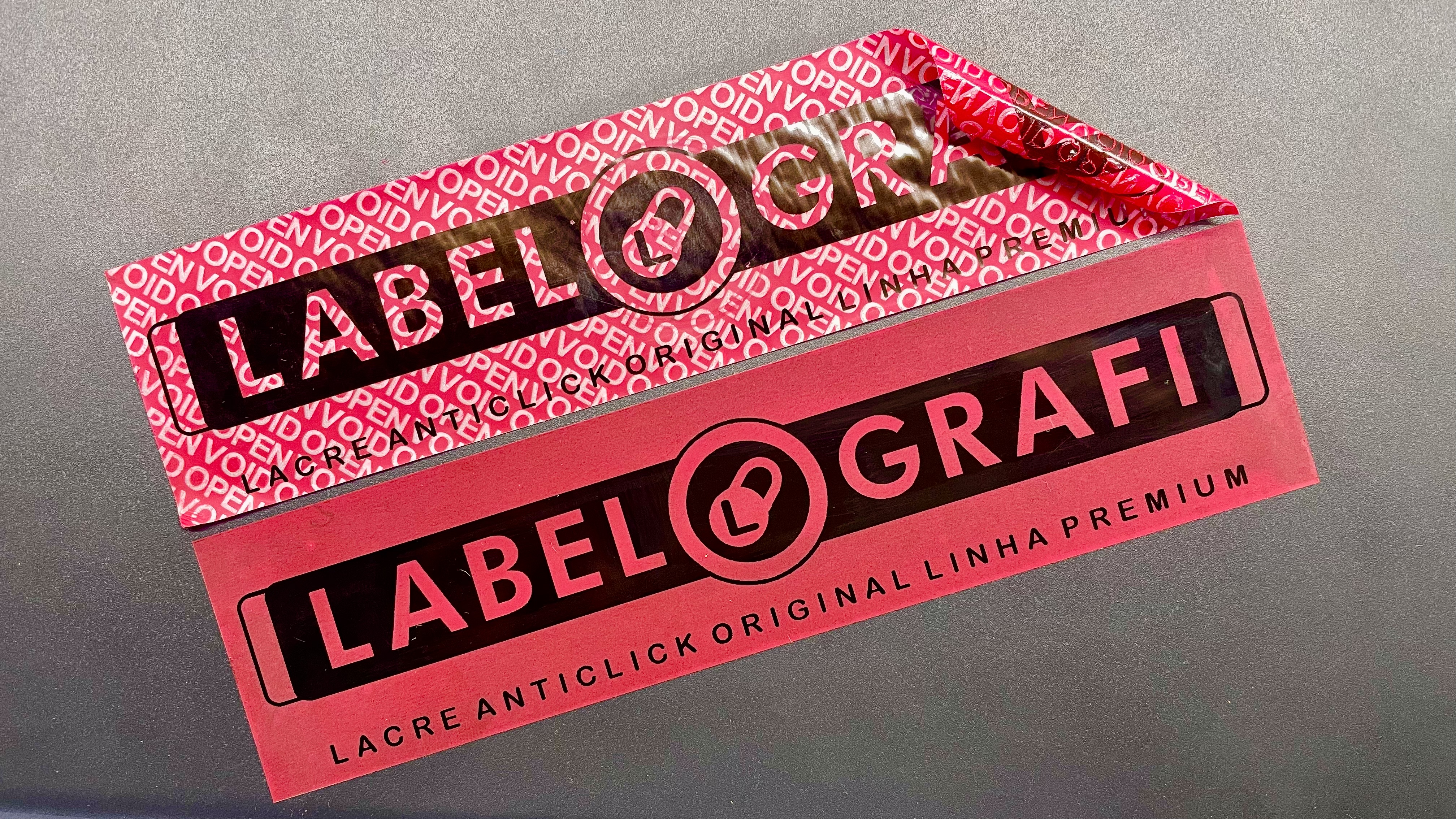
Etiqueta Lacre Anticlick

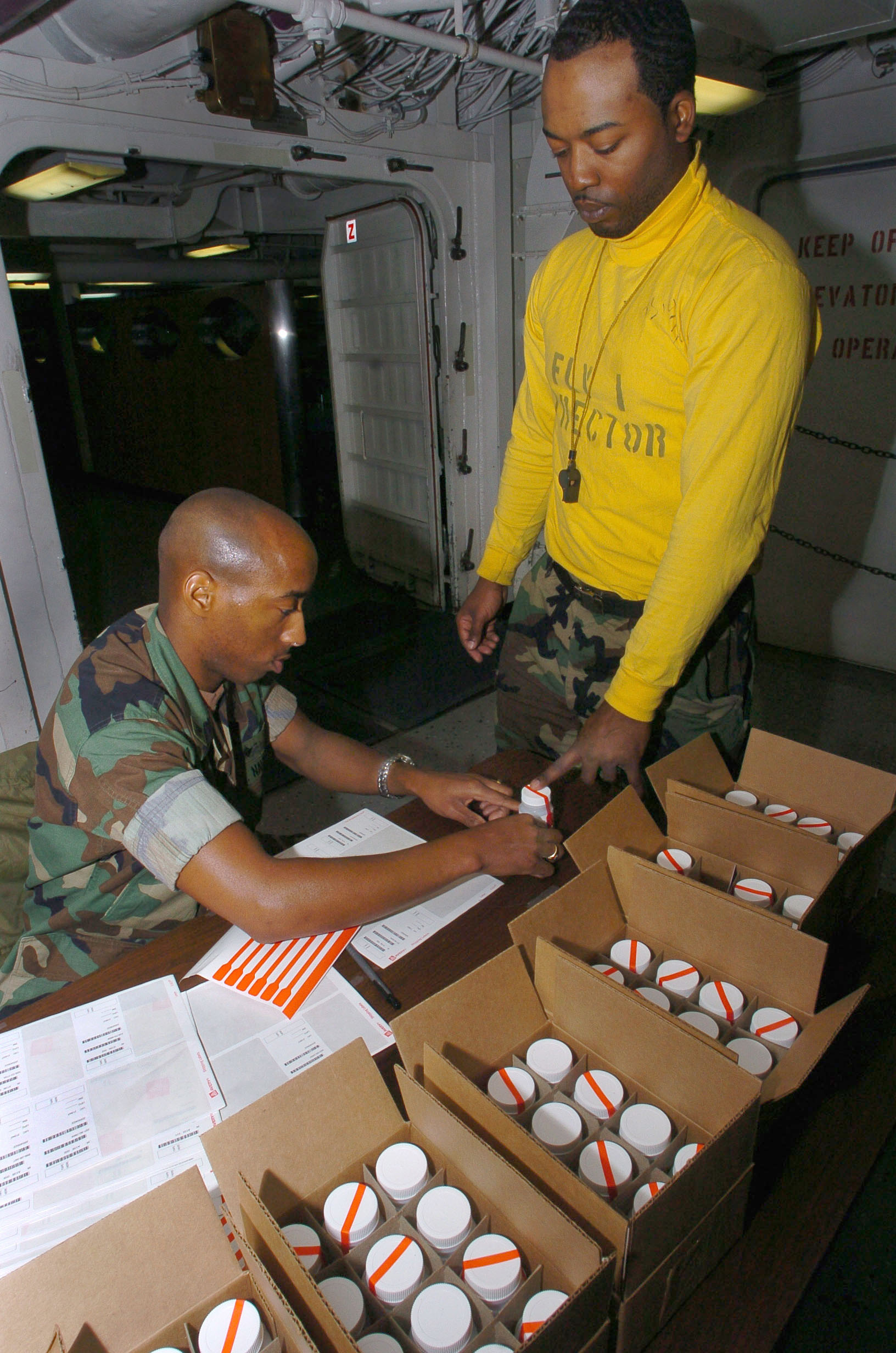
Frascos de teste de amostra com etiquetas de segurança cortados

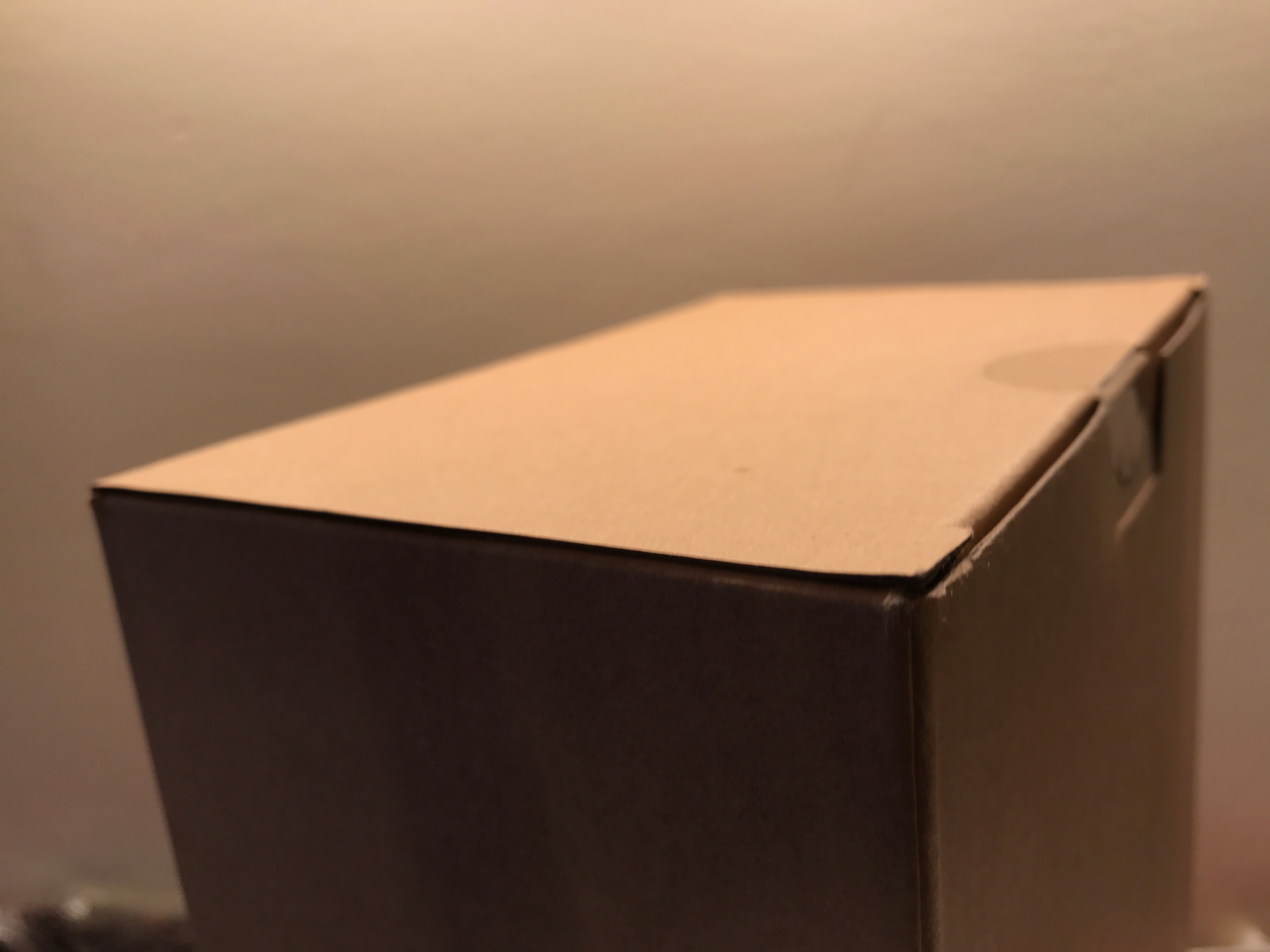
Caixa com lacre circular inviolável

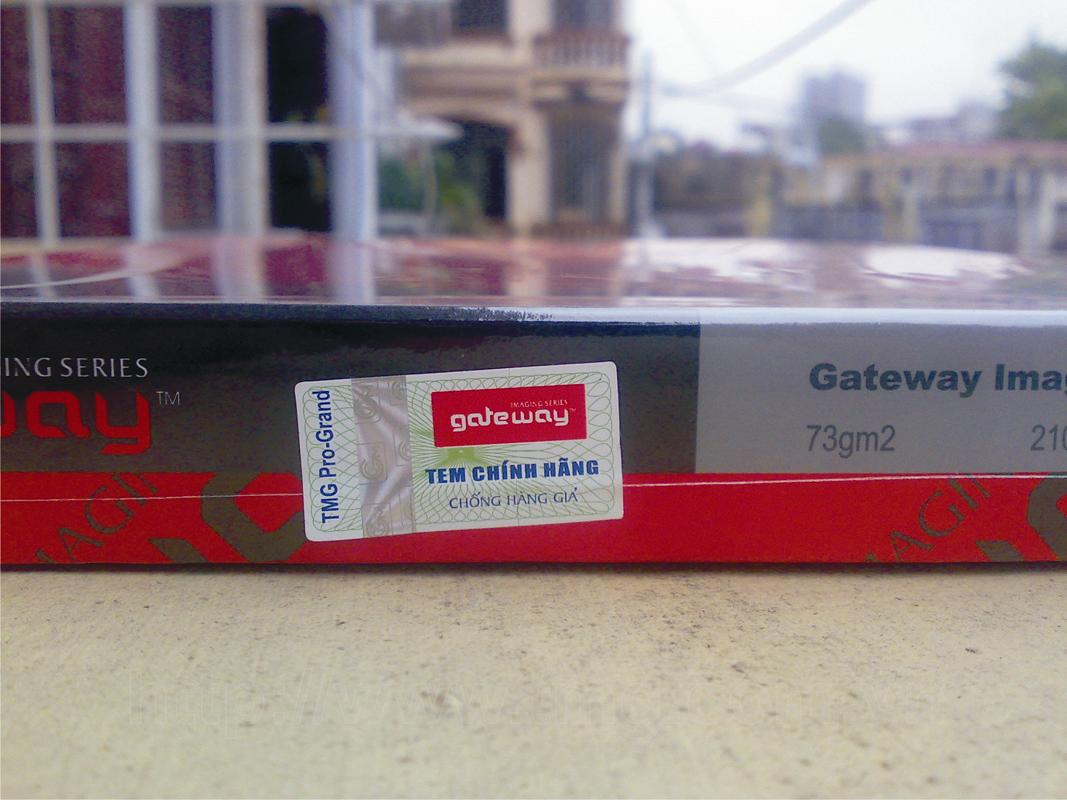
Uma etiqueta de segurança com holograma em uma caixa

As etiquetas de segurança podem ser usadas como fitas em pequenas embalagens primárias, como garrafas e caixas, ou em contêineres maiores, como caixas de papelão ondulado . Eles também são usados em cargas unitárias ou mercadorias paletizadas. A resistência e a cola adesiva são importantes. As etiquetas de segurança geralmente são usados apenas para seus recursos de segurança; a resistência do suporte é menos importante, mas as características da cola são críticas.
Algumas etiquetas de segurança têm uma aparência semelhante às fitas de embalagem padrão para ajudar a ocultar o valor de um item. Os profissionais de logística e de embalagem não querem chamar a atenção para o item ou sua embalagem. Outras etiquetas de segurança têm cores vivas com impressão de alto impacto.
As fitas e etiquetas de segurança são uma parte de um sistema mais amplo: nenhuma camada de segurança pode fornecer proteção total às remessas de pacotes. A maioria dos produtos de segurança pode ser frustrada por uma pessoa experiente com tempo suficiente e com acesso a ferramentas especializadas, solventes, temperaturas extremas, outras fitas e etiquetas de segurança, adesivos, etc.
As etiquetas e lacre de segurança geralmente adicionam segurança a um ponto de entrada de um contêiner. Outros locais de entrada não autorizada às vezes estão disponíveis.
As fitas de segurança também são usadas em portas de acesso para proibição temporária de área e como selos indicadores de violação para equipamentos sensíveis. Alguns usos de etiquetas de segurança exigem temperaturas estáveis e a não exposição da fita à luz solar direta.
Existem muitos tipos e construções de fitas e etiquetas usadas para segurança. É comum o uso de impressão de segurança, holografia, gravação, códigos de barras, chips RFID, etc. Alguns lacres e etiquetas possuem números de série sequenciais, códigos de barras, etc. A impressão personalizada com logotipo corporativo etc. é útil, mas precisa ser revisada periodicamente devido a falsificações criativas.
Muitas fitas de segurança têm suportes extra fortes e adesivos de alto desempenho; um pacote danificado ou parcialmente aberto pode ser um convite ao roubo ou adulteração. Gráficos altos podem chamar a atenção para um pacote durante o envio.
Os lacres de segurança geralmente têm recursos especiais para indicar abertura, incluindo:
- Componentes intencionalmente fracos ou frangíveis
- Impressão que não pode ser facilmente realinhada após um corte ou rasgo
- Camadas que se descamam facilmente, mostrando entrada ou remoção
- Camadas de impressão ocultas que indicam abertura
- Serrações ou perfurações para dificultar a remoção de uma peça
- Sistemas de indicação RFID[11]

As fitas de segurança geralmente são enroladas em um rolo para armazenamento e distribuição. Ou um liner de liberação é usado ou um revestimento de liberação premium é usado na superfície superior. As etiquetas de segurança geralmente empregam um revestimento de liberação e são cortadas .
Às vezes, uma etiqueta ou lacre destina-se a fornecer um sinal de remoção ou adulteração do recipiente: imagem, delaminação, fratura, etc. O resultado desejado é que a fita ou etiqueta indique corretamente a tentativa ou a abertura não autorizada do recipiente. Por outro lado, não deve sinalizar adulteração quando não houver adulteração. Este é um tipo de classificação binária .
Pode ser possível ter um " falso negativo ": o rótulo está (ou parece estar) intacto, mas ocorreu adulteração. Dependendo da fita/etiqueta de segurança específica, pode haver meios especializados para remover e recolocar a etiqueta, cobrir ou obscurecer a etiqueta sinalizada/ativada, etc. Além disso, a adulteração pode ter ocorrido em uma parte diferente do recipiente. Um "falso positivo" também pode ser possível, por acidente ou intencionalmente.
|                            | Adulteração    | Sem adulteração |
| -------------------------- | -------------- | --------------- |
| Sinal de fita/etiqueta     | Sinal correto  | Falso positivo  |
| Sem sinal da fita/etiqueta | Falso negativo | Sinal correto   |